# Eleutherodactylus limbatus
Espèce
Synonymes
- Phyllobates limbatus Cope, 1862

Statut de conservation UICN

 VU B1ab(iii) : Vulnérable
Eleutherodactylus limbatus est une espèce d'amphibiens de la famille des Eleutherodactylidae.

## Répartition
Cette espèce est endémique de Cuba. Elle se rencontre dans les provinces de Santiago de Cuba, de Guantánamo, de Holguin, de Cienfuegos et de La Havane de 50 à 1 150 m d'altitude.

## Description
Les femelles mesurent jusqu'à 17 mm.

## Publication originale
- Cope, 1862 : On some new and little known American Anura. Proceedings of the Academy of Natural Sciences of Philadelphia, vol. 14, p. 151–159  (texte intégral).